# بیرق‌توتان (ایغدیر)
بیرق‌توتان (به ترکی استانبولی: Bayraktutan، به کردی: Erebgirî، به ارمنی: 
Արաբկիրլու) یک منطقهٔ مسکونی در ترکیه است که در ایغدیر واقع شده‌است. بیرق‌توتان ۷۶۸ نفر جمعیت دارد و ۸۸۳ متر بالاتر از سطح دریا واقع شده‌است.